# Eric Clapton
Pour les articles homonymes, voir Clapton.
Eric Clapton, né le 30 mars 1945 à Ripley (Surrey, Angleterre), est un guitariste, chanteur, auteur-compositeur-interprète britannique, de blues rock. En 2011, dans son classement « les 100 plus grands guitaristes de tous les temps », le mensuel Rolling Stone le place en deuxième position, juste derrière Jimi Hendrix.
Il est le seul artiste à avoir été intronisé à trois reprises au sein du Rock and Roll Hall of Fame : une fois en tant qu'artiste solo puis en tant que membre des Yardbirds et de Cream.

## Biographie

### Jeunesse
Né à Ripley, à proximité de Guildford, dans le Surrey au Royaume-Uni, Eric Patrick Clapton est le fils d'un soldat canadien et d'une mère anglaise. Son père, après être parti combattre en Europe peu après sa naissance, est ensuite retourné au Canada. Sa mère, qui n'a alors que 16 ans, est trop jeune pour s'occuper de lui, aussi le jeune Eric est confié à ses grands-parents maternels (dont le nom, Clapp, est à l'origine de la rumeur selon laquelle le véritable nom du guitariste serait Clapp). Plus tard il est abandonné une deuxième fois par sa mère, partie à son tour au Canada avec un autre soldat.
L'histoire de sa naissance reste longtemps un secret de famille, Eric Clapton n'apprend qu'à l'âge de 9 ans que ceux qu'il croyait être ses parents ne l'étaient pas, et que sa prétendue grande sœur, de retour du Canada était en réalité sa mère. En réponse à Eric lui demandant si elle allait maintenant être sa mère, elle lui répond :  « non, les choses sont mieux comme cela ». Ce fut un choc terrible pour lui.[réf. nécessaire]
L'enfance d'Eric Clapton ne se passe pas sans accrocs – il a confessé avoir été un « sale gosse ». Peu attentif à l'école, il faillit même abandonner l'apprentissage de la guitare – il avait reçu sa première guitare acoustique, une Hoyer de fabrication allemande, en cadeau pour ses 13 ans – car il le jugeait « trop difficile ». Postier pour se faire un peu d'argent, il intègre la classe de design de l'École d'art de Kingston upon Thames ; ses résultats médiocres lui valent d'être rapidement renvoyé. Il se produit notamment au The Fighting Cocks durant cette période.
Encore adolescent, Eric Clapton puise son inspiration musicale – il parvient à jouer de la guitare – dans le blues américain : Big Bill Broonzy, Muddy Waters, Elmore James, Howlin' Wolf et surtout Robert Johnson, le légendaire bluesman du Mississippi. Surnommé par ses amis « Eric the mod » en référence à ses vêtements qui rappellent le mouvement Mods. Vers 1962, il commence à fréquenter des clubs de musiciens comme le Ealing Club (il y rencontrera Ginger Baker et Jack Bruce, alors membres des Blues Incorporated, qui y jouaient eux aussi) de Londres, dans lequel se produisent notamment les Rolling Stones. Il les accompagne même occasionnellement comme chanteur. Peu confiant à l'époque envers ses talents de guitariste, il déclare : « J'en fais un peu ; j'ai bossé quelques trucs de blues depuis un moment ; rien de sérieux. » (À James Phelge, qui le reprendra dans son livre Nankering with the Rolling Stones). Dans ce même club jouent les Blues Incorporated d'Alexis Korner, dont les batteurs et bassistes sont, de temps à autre (le personnel varie beaucoup à cette époque), Ginger Baker et Jack Bruce, ses futurs acolytes de Cream.
C'est pourtant l'apprentissage par cœur d'un album de Chuck Berry qui lui permet finalement d'intégrer, en mars 1963, son premier groupe : les Roosters. Il joue avec eux jusqu'au mois d'octobre de la même année, puis, lorsque le groupe se dissout, rejoint Casey Jones and The Engineers en même temps que Tom McGuiness (l'ancien bassiste des Roosters). Cette nouvelle association ne dure qu'un mois : Eric Clapton, qui a déjà acquis une certaine réputation en tant que guitariste, est embauché par les Yardbirds, son premier groupe véritablement professionnel.

### The Yardbirds (1963–1965)
Avec l'arrivée de Clapton, les Yardbirds commencent à véritablement décoller. Petit groupe de rock 'n' roll comme tant d'autres, très influencé par le blues, ils ne jouent aucune composition personnelle, se limitant à des morceaux de blues issus des catalogues Chess, Checker ou Vee-Jay. Succédant aux Rolling Stones comme groupe résident du légendaire Crawdaddy Club de Richmond, ils deviennent un groupe culte parmi les jeunes Anglais branchés fans de blues. Leurs premiers singles, I Wish You Would et Good Morning Little Schoolgirl, sont des succès relatifs, et ils partent même en tournée en 1963 avec le bluesman américain Sonny Boy Williamson, enregistrant ensemble un album Sonny Boy Williamson and The Yardbirds qui sortira en 1966 à la fois comme un disque des Yardbirds et de Williamson.
Clapton, de son côté, crée peu à peu son style personnel : sa façon de jouer bien sûr, intégrant de manière révolutionnaire les influences de Buddy Guy, Freddie King et B. B. King, mais aussi sa façon de s'habiller. Cette forte personnalité, ainsi que ses talents de guitariste, pourtant assez peu mis en valeur sur les premiers enregistrements du groupe, lui valent d'en devenir le principal soliste. L'autre guitariste des Yardbirds à l'époque, Chris Dreja, était plutôt concentré sur la rythmique.
Devenant rapidement une figure importante de la scène anglaise, il se fait un surnom : Slowhand. La paternité de ce surnom revient à l'assistant de Gomelsky, Hamish Grimes, qui s'occupe de leur campagne de publicité, concoctant des slogans comme « Les Yardbirds, la sensation blues du moment ». Grimes baptisa ainsi Clapton « Slowhand », un jeu de mots au sujet des claquements de mains du public (slowhand clap) quand le spectacle devait s'interrompre le temps qu'il remplace une corde cassée. Mais en mai 1965, le premier vrai succès du groupe, For Your Love, coïncide avec le départ du guitariste, mal à l'aise à cause de cette chanson trop « commerciale » selon lui. En effet, à cette époque, Clapton est encore un fanatique de blues authentique, et considère comme une trahison de jouer autre chose que des reprises de grands bluesmen. Recommandant Jimmy Page à ses collègues, il quitte les Yardbirds.

### John Mayall and the Bluesbreakers (1965–1966)
Parti se reposer à Oxford chez Ben Palmer (l'ancien pianiste des Roosters), Clapton ne reste pas inactif très longtemps après son départ des Yardbirds : dès mars 1965, John Mayall lui propose de rejoindre les Bluesbreakers. À l'époque, le groupe est déjà une référence du R&B britannique, Clapton accepte donc la proposition. Échangeant sa Fender Telecaster contre une Gibson Les Paul Standard pour un son plus authentique et puissant, Clapton joue avec passion, et assoit sa réputation d'instrumentiste prodige. Ce qui ne l'empêche pas de manquer parfois de sérieux, allant jusqu'à rater certains engagements… Lassé par la routine des concerts dans les night-clubs, il abandonne les Bluesbreakers en août 1965 pour se joindre à un groupe composite supposé parcourir le monde : The Glands.
L'intention première de ce groupe de « musiciens voyageurs » était de parcourir le monde dans un autobus à deux étages, en jouant un peu partout. Une épopée qui s'achève rapidement en Grèce, d'où ils reviennent sans un sou après avoir eu un accident de la route et s'être presque fait kidnapper à Athènes. Clapton reprend donc dès octobre 1965 sa place au sein des Bluesbreakers…
Son escapade avec The Glands n'a nullement entamé la réputation de Clapton, qui devient peu à peu une véritable idole, et gagne un nouveau surnom : sur les palissades et dans le métro de Londres fleurit l'inscription « Clapton is God » (« Clapton est Dieu »). Un nouveau statut difficile à assumer pour le jeune guitariste, qui hésite dans ses déclarations entre d'une part la conviction qu'il possède des « pouvoirs », et d'autre part leur dénégation. Parlant de cette période en 1987, à la télévision britannique, Eric déclare : « Qu'est-ce que je pouvais y faire ? Aller nettoyer les murs ? Bien sûr, les gens pensaient que ça allait trop loin… Je ne voulais pas m'embarrasser de ça, surtout pas. On disait que j'étais le meilleur guitariste du monde. C'est vrai, j'ai toujours voulu l'être, mais ce n'est qu'un idéal inaccessible. »
En mars 1966, Clapton, Mayall et les Bluesbreakers enregistrent l'album Blues Breakers with Eric Clapton. Considéré encore aujourd'hui comme un monument du British blues boom, le disque connaît un grand succès, mais son titre, ambigu, ne satisfait ni les membres des Bluesbreakers ni Clapton, qui trouve que son nom « se voit moins que celui de John Mayall ». Quand l'album sort, Clapton a déjà quitté le groupe. Il vient en effet de former avec Jack Bruce et Ginger Baker un « supergroupe » qui deviendra bientôt Cream.
Clapton utilisa un amplificateur Marshall 1962 et une Gibson Les Paul pour l'enregistrement de l'album Blues Breakers with Eric Clapton. Après cela, l'amplificateur adopta le surnom Bluesbreaker, et gagnera un statut iconique, étant considéré aujourd'hui comme « l’amplificateur le plus important de la marque », « ayant lancé le blues rock britannique au milieu des années 1960 ».

### Cream (1966–1968)
Formé par trois musiciens déjà très célèbres — Eric Clapton, Ginger Baker et Jack Bruce — Cream est le premier « supergroupe », et l'un des premiers « power-trios » célèbres. Il est aussi pour Clapton l'occasion de développer sa technique de chant et ses talents de guitariste et d'auteur de chansons. Attendu comme un groupe de blues pur et dur, le groupe s'oriente pourtant dès son premier album vers une musique pop autant inspirée par le psychédélisme que par le blues. Un terrain fertile, à partir duquel Clapton crée un style de guitare plus expérimental que jamais : les concerts du groupe sont l'occasion de très longues improvisations à un volume sonore délirant pour l'époque, où Clapton, qui doit assurer à la fois la rythmique et les solos, est forcé de se surpasser. D'autant que, malgré les déclarations enthousiastes de la presse et de leurs proches, l'ambiance n'est pas toujours au beau fixe entre les membres de Cream : leur association se fonde plus sur une rivalité parfois brutale que sur une réelle émulation. Plus tard, Henry Shapiro exprimera clairement la situation : « Cream est mort le jour où ils ont cessé de faire des étincelles entre eux ».
En 1967, la popularité de Clapton est quelque peu entamée après l'arrivée à Londres de Jimi Hendrix, dont le style flamboyant concurrence le sien. Arrivé en Angleterre fin septembre 1966, pour y rencontrer Clapton, Hendrix devient rapidement une nouvelle idole, y compris pour Clapton lui-même, les Rolling Stones et les Beatles. Mais Clapton continue à être désigné, par tous les sondages des magazines, comme le « meilleur guitariste du monde », et le succès d'Hendrix n'empêche pas Cream de vendre environ 5 millions de disques en 40 ans (y compris best of et singles), rien qu'aux États-Unis.
Après trois albums, le groupe est cependant victime de l'inimitié qui règne entre ses trois membres, mais aussi des hésitations de Clapton. Ce dernier est en effet très affecté par une critique négative d'un concert de Cream, lue dans le magazine Rolling Stone, ainsi que par sa découverte de l'album Music From Big Pink du groupe canadien The Band, qui lui fait penser que le rock 'n' roll est en train de prendre une nouvelle direction. À tel point qu'il tentera, en vain, de rejoindre le groupe et faire la connaissance du guitariste Robbie Robertson ; les deux artistes se retrouveront sur scène le 6 mars 2000 lors du Rock and Roll Hall of Fame annuel donné en l'honneur de Clapton, qui recevra cette année-là son troisième prix Grammy en tant qu'artiste solo et, le 28 juillet 2007, lors du festival annuel de guitare Crossroads au Toyota Park Center de Bridgeview.
Le dernier album de Cream, Goodbye, disque en partie live, paraît donc en 1969, après la dissolution du groupe. Il contient, entre autres, la chanson Badge, première collaboration de Clapton avec son ami George Harrison, guitariste des Beatles. Clapton joue le solo de While My Guitar Gently Weeps, chanson de Harrison figurant sur l'album blanc paru en 1968, devenant ainsi le premier (et unique) musicien extérieur au groupe à jouer de la guitare sur un disque des Beatles. Lorsqu'en janvier 1969, Harrison quitta brièvement le groupe en plein milieu de l'enregistrement de Let It Be, John Lennon proposa même que Clapton le remplace.

### Blind Faith (1969)
Après la séparation de Cream, Clapton fonde un nouveau supergroupe, Blind Faith, avec l'ancien organiste et chanteur de Traffic, Steve Winwood, à qui s'ajoute le batteur Ginger Baker de Cream et le bassiste violoniste Ric Grech du groupe Family. La frénésie que déclenche chez les fans la création de ce nouveau groupe dépasse encore celle suscitée par la formation de Cream. Blind Faith apparaît pour la première fois en public devant une foule de 100 000 personnes à Hyde Park, le 7 juin 1969. Mais les musiciens, en particulier Clapton, semblent tendus, et beaucoup parmi le public sont déçus. Le groupe part ensuite pour une tournée américaine à guichets fermés, puis enregistre son unique album du même nom. Le disque est réalisé si rapidement que sa face 2 ne comporte que deux chansons, dont une improvisation de 15 minutes.
Jamais vraiment à la hauteur des attentes de Clapton comme du public, Blind Faith est dissous après moins d'un an d'existence ; et Eric, décidé à rester un peu plus dans l'ombre, cherche des musiciens pour réaliser son rêve : jouer une musique plus proche de celle du Band.

### Delaney & Bonnie and Friends et Clapton solo (1969–1970)
Pendant l'expérience Blind Faith, Eric Clapton a fait la connaissance de Delaney & Bonnie, un couple de musiciens « simples, naturels, libres et pas du tout vaniteux », qui prennent simplement plaisir à jouer : tout le contraire des supergroupes, dont il est si fatigué. Il décide donc de les rejoindre, et les accompagne comme simple guitariste pour une tournée européenne. Au cours de ce voyage, Clapton s'ouvre à des influences musicales très diverses : musique sud-américaine, ballades, chansons lentes, chansons d'amour, thèmes country, qu'il exploitera par la suite.
Mais la période Delaney & Bonnie and Friends est de courte durée : en septembre 1969, Clapton est entré un peu plus dans le cercle très restreint des Beatles, d'abord il est parmi les invités au Rock and Roll Circus des Rolling Stones, en décembre 1968, avec John Lennon à la guitare et au chant, Yoko Ono au chant, Eric à la guitare solo, Mitch Mitchell (du Jimi Hendrix Experience) à la batterie et Keith Richards (des Rolling Stones) à la basse. Puis le 12 décembre 1969, Eric participe à un concert donné par Lennon & Ono, le fameux Live Peace in Toronto 1969, avec Klaus Voormann à la basse et Alan White à la batterie. Delaney et Bonnie ne l'acceptent pas[réf. nécessaire], et la séparation intervient en 1970.
Commence alors une période de quelques mois au cours de laquelle Clapton, privé de groupe, n'en reste pas pour autant inactif : encouragé à chanter par Delaney, il enregistre en 1970 son premier album solo, sobrement intitulé Eric Clapton, avec quelques amis musiciens, dont Leon Russell et Stephen Stills. L'album remporte un certain succès commercial, montant jusqu'à la 18e place des charts américains. Il joue également sur plusieurs disques d'amis, comme le célèbre All Things Must Pass de George Harrison (même si, pour des raisons contractuelles, son nom n'apparaîtra pas sur la pochette avant plusieurs décennies), ou le premier album du Plastic Ono Band de John Lennon et Yoko Ono.
Vers la fin de 1969, influencé par son ancien camarade Steve Winwood de Blind Faith et le bluesman Buddy Guy, Eric fait ses débuts à la Fender Stratocaster. La première Stratocaster, surnommée Brownie (en), une guitare au coloris tobacco sunburst datant de 1956, fut acquise par Clapton au Sound City de Londres le 7 mai 1967 lors d'une tournée avec Cream pour un montant total de 400 dollars. Elle fut utilisée pour l'enregistrement de nombreux disques, dont Layla and Other Assorted Love Songs. Vient ensuite la célèbre Blackie, une Stratocaster noire composite assemblée à partir de différentes pièces de trois Stratocaster des années 1950 achetées au Sho-Bud Shop de Nashville (Tennessee) en 1970 pour 100 dollars chacune, qui, avec Brownie, restera sa guitare préférée durant 15 ans, jusqu'à ce que Fender lui crée un modèle « signature » assez proche de la dernière, mais équipé de micros Lace Sensor Gold actifs (qui furent remplacés par des micros Fender Vintage Noiseless à partir de 2001), un manche au profil « V » adouci (comme sur les guitares acoustiques Martin des années 1930) avec la touche en érable de 22 cases et des mécaniques Kluson traditionnelles, et une électronique active comprenant un égaliseur de médiums (mid-boost) avec une puissance de sortie maximale de 25 dB produisant une « compression sonore » (compressed pickup sound), similaire à celle d'un micro double bobinage (humbucker) et un circuit TBX atténuant les graves et les aigus, ainsi qu'un chevalet traditionnel bloqué par une cale en bois placée sur la partie arrière du corps (blocked vintage synchronized tremolo) rendant la tige du vibrato inopérante, du fait que Slowhand ne se servait jamais de celle-ci en raison de sa prédilection pour la tenue d'accord stable des Stratocaster pourvues d'un chevalet fixe (hardtail). La sortie officielle de la Stratocaster Eric Clapton (qui fut classée parmi les premières guitares « signature » créées par le célèbre géant américain de la guitare électrique depuis 1987) fut lancée en 1988 et remise à jour en 2001, date durant laquelle les micros Lace Sensor furent remplacés par les nouveaux Fender Vintage Noiseless, introduits par la firme américaine en 1998. Cette guitare est également disponible en version Custom Artist (fabriquée par le Fender Custom Shop) depuis 2004.

### Derek and the Dominos (1970)
Fin 1970, Clapton débauche la section rythmique de Delaney and Bonnie (le claviériste Bobby Whitlock, le bassiste Carl Radle et le batteur Jim Gordon) et forme un nouveau groupe, Derek and the Dominos. Fatigué de son statut de star adulée, il a en effet envie de se couler dans un groupe dont il ne serait qu'un membre parmi d'autres. Le groupe entre rapidement en studio pour enregistrer son premier album, aujourd'hui considéré par beaucoup comme le chef-d'œuvre de Clapton.
Les séances n'ont commencé que depuis quelques jours lorsqu'il rencontre le guitariste Duane Allman à un concert de son groupe, le Allman Brothers Band. Les deux musiciens, qui ne se connaissent que de réputation, jouent ensemble une séance impromptue et tombent immédiatement amoureux, chacun de son côté, du jeu de l'autre. Allman est donc invité à devenir le cinquième Domino, et l'album du groupe devient principalement l'œuvre des deux guitaristes, dont les phrases s'entremêlent, s'imitent et s'émulent sans cesse.
L'autre aspect essentiel de cet album, intitulé Layla and Other Assorted Love Songs, se trouve dans la chanson titre, Layla, qui sera deux ans plus tard un grand tube partout dans le monde. L'histoire de ce morceau commence en mars 1964, lorsque George Harrison rencontre le jeune mannequin Pattie Boyd, sur le tournage de A Hard Day's Night, le premier film des Beatles. C'est le coup de foudre, et ils finissent par se fiancer. Clapton, lui, fait la connaissance du couple pendant l'été 1967 ; George et lui sont rapidement devenus de grands amis, mais leur amitié ne se limite pas à des goûts musicaux communs : très vite, Clapton à son tour tombe amoureux de Pattie. Non partagée à l'époque, cette passion deviendra le thème de Layla, un prénom suggéré à Clapton par la lecture d'un livre persan, The Story of Leïla and Majnun du poète Nizami, qui raconte l'amour passionné d'un homme pour une femme mariée. La suite de la carrière du groupe est cependant nettement moins brillante : ravagé par la nouvelle de la mort de Jimi Hendrix, Clapton commence à augmenter sérieusement sa consommation de drogues et d'alcool. L'accueil mitigé réservé à Layla… n'arrange rien. Pire encore, Duane Allman meurt brutalement d'un accident de moto le 29 octobre 1971, juste avant le début de la tournée américaine de Derek and the Dominos. Effondré, Clapton passe toute la tournée dans un brouillard permanent de drogue. La sortie d'un album live étonnamment bon, In Concert, n'empêchera pas le groupe de se désagréger pendant l'enregistrement du second album, l'ego des musiciens étant exacerbé par les drogues.
Les années suivantes, la malédiction semble poursuivre les anciens Dominos : le bassiste Carl Radle sombre dans l'alcool et la drogue, qui finiront par le tuer en 1981, tandis que le batteur Jim Gordon tue sa mère à coups de marteau lors d'une crise de schizophrénie. Condamné à quatorze années de prison, il sera plus tard placé dans une institution pour malades mentaux, où il vécut jusqu'à sa mort. Clapton retrouvera son ancien camarade Bobby Whitlock sur scène, le 25 avril 2000, lors du show annuel Later présenté par Jools Holland.

### Années noires (1971–1973)

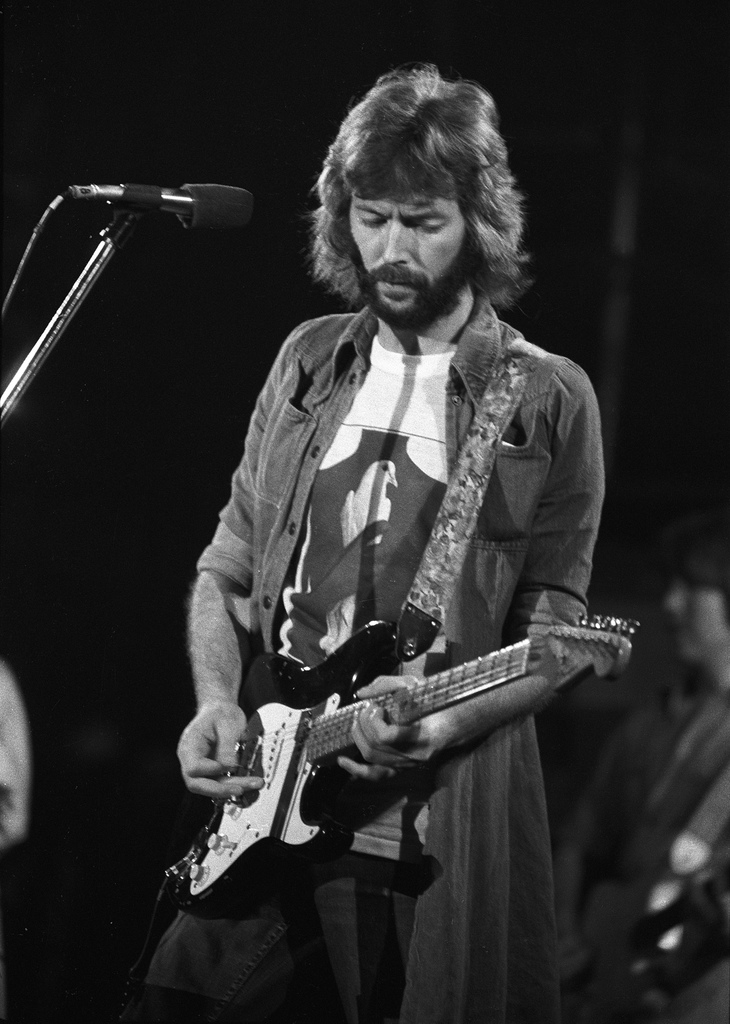
Eric Clapton - Swing Auditorium, San Bernardino en 1975.

Au début des années 1970, la vie de Clapton devient pour le moins chaotique : la fin tragique de Derek and the Dominos, groupe qui avait pourtant commencé sous les meilleurs auspices, et son amour malheureux pour Pattie Boyd plongent le musicien dans la déprime. Il cesse d'enregistrer et d'apparaître publiquement, et se retire dans sa résidence du Surrey. Cependant, en 1970, lui est offert l'occasion de jouer avec une de ses idoles, le bluesman Howlin' Wolf, ce qui aboutit à l'enregistrement de l'album The London Howlin' Wolf Sessions pour lequel jouent aussi Steve Winwood, Bill Wyman et Charlie Watts. Ces sessions d'enregistrement, en mai 1970, et la sortie de l'album en août 1971 n'empêchent pas Clapton de dériver ; il commet alors la même erreur tragique que nombre de musiciens de son époque, en cherchant consolation et oubli dans l'héroïne. Commence une terrible période de dépendance à cette drogue qui le marquera à vie : durant trois ans, Clapton n'enregistre pas, et ne sort de sa retraite qu'à quelques rares occasions comme le concert pour le Bangladesh organisé par George Harrison en août 1971. Le public peut alors avoir un aperçu de l'état de délabrement de sa santé : Clapton s'évanouit sur scène, et doit être réanimé avant de continuer à jouer.
C'est un autre musicien qui l'aidera à sortir de cette spirale infernale : Pete Townshend, guitariste des Who et ami de Clapton, fonde un supergroupe plutôt singulier (deux ex-membres de Blind Faith Steve Winwood aux claviers et Ric Grech à la basse, deux ex-Traffic Jim Capaldi à la batterie et Rebop Kwaku Baah aux percussions, plus Ron Wood et Townshend à la guitare ainsi que Jim Karstein à la batterie) et pousse Eric à en prendre la tête pour deux concerts au Rainbow Theatre de Londres en janvier 1973. Clapton y apparaît diminué, son jeu abîmé par ses trois années de dépendance, mais il est bien vivant, et Townshend atteint son but : lui montrer qu'il peut encore s'en sortir. Le concert produit l'effet escompté : Clapton suit ensuite une cure de désintoxication, et parvient à surmonter sa dépendance à l'héroïne. Mais ses problèmes personnels ne sont pas terminés : s'il est parvenu à se débarrasser de son problème de drogue, il retombe encore régulièrement dans l'alcoolisme, malgré des succès discographiques qui s'enchaînent.

### Carrière solo (1974–1991)

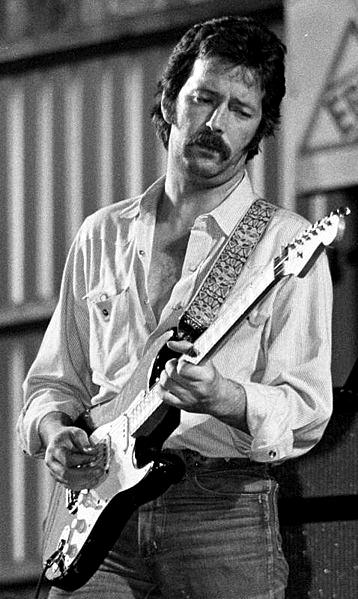
Clapton durant un concert au Mehrzweckhalle de Wetzikon (Suisse) le 19 juin 1977.

Libéré de l'héroïne, ayant entamé une liaison avec Pattie Boyd-Harrison (qui finira par l'épouser en 1979), Clapton monte en 1974 un groupe pour enregistrer un nouvel album solo, 461 Ocean Boulevard. Inspiré par son voyage en Jamaïque l'année précédente, au cours duquel il avait rencontré le jeune et encore inconnu Bob Marley, le disque comprend peu de solos de guitare. Il remporte un très grand succès et, grâce à la reprise de I Shot the Sheriff, lance à la fois la carrière internationale de Marley et la vague du reggae en Occident.
Les années suivantes voient Clapton continuer à sortir des albums, qui se situent musicalement dans la lignée de 461 ... plutôt que de Derek and the Dominos : peu de solos, et des chansons mieux écrites. Clapton veut dépasser sa réputation de « plus grand guitariste du monde » (le titre original et ironique de l'album There's One in Every Crowd de 1975) pour devenir un auteur de chansons reconnu. Mais cette nouvelle tendance n'est pas toujours comprise par le public, et les albums remportent des succès inégaux, le plus réussi, de l'avis des médias comme du public, étant Slowhand, qui contient les tubes Wonderful Tonight (une chanson d'amour inspirée par Pattie Boyd) et Cocaine (une reprise du bluesman J.J. Cale). Mais les ennuis de Clapton ne sont pas terminés : le musicien continue à boire bien plus que de raison, et en 1976, déclenche une violente polémique lors d'un concert à Birmingham. Considérant le Royaume-Uni comme « trop plein », il appelle le public à voter pour l'homme politique controversé du Parti conservateur Enoch Powell, afin d'éviter que le pays ne devienne une « colonie noire ». Ces propos, qui font écho à ceux d'artistes comme David Bowie ou Siouxsie Sioux à la même époque[réf. souhaitée], provoquent un tollé général, et sont sans doute pour beaucoup dans la création du mouvement anglais Rock Against Racism. Refusant à l'époque de revenir sur ses déclarations, et affirmant (dans une interview à Q Magazine) ne pas voir de contradiction entre elles et son amour pour la musique noire, Clapton finira par les attribuer à son état passablement alcoolisé au moment des faits. « Quand j'ai dit ça, j'étais complètement ivre. Et comme tous les gens ivres, je racontais n'importe quoi. Quel crédit peut-on porter aux propos d'un poivrot ? Moi, ce qui m'étonne le plus, ce n'est pas ce que j'ai pu dire, c'est d'avoir été capable de jouer ensuite ! ».

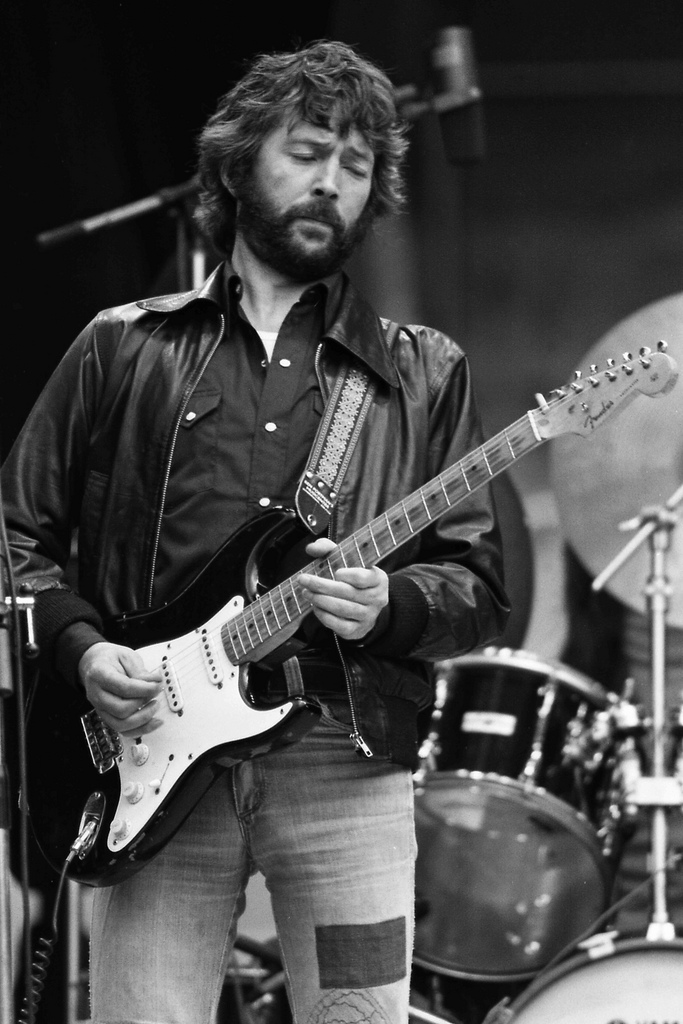
Eric Clapton en 1978.

À la fin des années 1970, l'alcoolisme de Clapton devient critique. Il se fait hospitaliser pour suivre une première cure dans un centre Hazelden, dans le Minnesota en 1982. Mais c'est après une deuxième cure Hazelden entamée en novembre 1987 qu'il parvient à rester durablement sobre.
En 1984, c'est avec surprise que les fans du guitariste découvrent sa participation active à l'album solo The Pros and Cons of Hitch Hiking de Roger Waters, il sera aussi de la tournée subséquente pour promouvoir l'album.
Les disques que Clapton réalise dans les années 1980 se plient à la mode des synthétiseurs et des boîtes à rythme. August, sorti en 1986 et produit par Phil Collins, est l'un de ses plus grands succès. Il part ensuite pour une tournée de deux ans aux côtés de Collins et remporte des récompenses pour son travail (dont le British Academy Television Award pour la bande originale de la série Edge of Darkness, diffusée par la BBC en 1985). Cette période est, entre autres choses, marquée par l'utilisation, pour la première fois, d'une guitare synthétiseur dans certaines chansons du disque éponyme. L'album Journeyman, enregistré en 1989 avec des collaborations de George Harrison, Robert Cray, Daryl Hall, Chaka Khan, Mick Jones du groupe Foreigner et Phil Collins à la batterie sur Bad Love, confirme aux yeux du public la renaissance artistique de Clapton.
Mais, encore une fois, le guitariste n'a guère le temps de profiter de son succès. En 1985, il rencontre Yvonne Kelly, avec qui il a une petite fille, Ruth. Cette liaison, puis celle avec le mannequin italien Lory Del Santo, qui lui donne en 1986 un fils, Conor, mènent à son divorce de Pattie Boyd en 1988. Puis, au début des années 1990, deux tragédies majeures touchent Clapton. Il y a tout d'abord la mort, le 27 août 1990, du guitariste Stevie Ray Vaughan, alors en tournée avec Clapton. Vaughan se trouve avec deux membres de son équipe dans un hélicoptère qui s'écrase lors d'un trajet entre deux concerts. Clapton devait initialement faire partie du vol, avant de laisser sa place à Stevie Ray Vaughan. Le 20 mars 1991, son fils Conor, âgé de quatre ans, meurt brutalement des suites d'une chute du 53e étage, par la fenêtre de son appartement. Effondré, Clapton raconte ses émotions dans la chanson Tears in Heaven (1992) ainsi que dans la chanson Circus, un des titres de l'album Pilgrim (1998).

### Renouveau deSlowhand(1992–1999)
En 1991, Eric Clapton pousse son vieil ami, George Harrison, à reprendre la route. Les deux camarades commencent par une tournée au Japon, où ils reprennent les vieux standards de ce dernier. Une tournée européenne est prévue mais annulée. Un enregistrement en public est cependant disponible : Live In Japan.
Mais le véritable grand retour de Clapton sur la scène musicale se fait en 1992 avec l'album Unplugged, où il reprend, en public et en acoustique, des standards de blues et ses propres chansons. L'album, qui contient notamment une version de Layla devenue un tube, remporte un immense succès. Le guitariste confirme ce retour à ses premières racines musicales, en 1994, avec l'album From The Cradle, entièrement constitué de reprises de vieux (voire très vieux) morceaux de blues. Dans cet album, le plus grand succès commercial de l'année 1994 en Angleterre, Eric démontre sa maîtrise hors du commun, à la guitare électrique, de tous les styles de blues.
Les années suivantes, Clapton partage son temps entre des collaborations avec Carlos Santana et B. B. King, qui remportent un immense succès, et des albums de musique électronique (Retail Therapy en 1997, puis Pilgrim en 1998), qui déclenchent beaucoup moins d'enthousiasme.
Il est des amis de Luciano Pavarotti avec qui il interprète Holy Mother en 1996, lors du concert for War Child, et également en 2003 pour SOS Irak. Une version est disponible sur l'album Pavarotti - The Duets. Sortant régulièrement de nouveaux albums suivis de tournées à travers le monde (notamment au Japon et en Amérique latine), le guitariste semble même avoir trouvé un certain bonheur conjugal et domestique : en 1999, à l'âge de 54 ans, Clapton rencontre, à Los Angeles, la jeune vendeuse Melia McEnery (elle a 23 ans), qu'il épousera un peu plus tard, en 2002, dans son propre village natal du comté anglais de Surrey, Ripley. En 2005, le couple a déjà trois filles : Julie Rose (née en 2001), Ella Mae (née en 2003) et Sophie Belle (née en 2005).

### Années 2000–2010

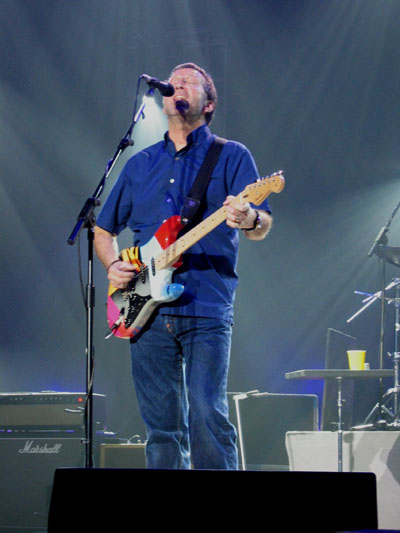
Eric Clapton en concert au TUI Arena de Hanovre (Allemagne) le 2 avril 2004.

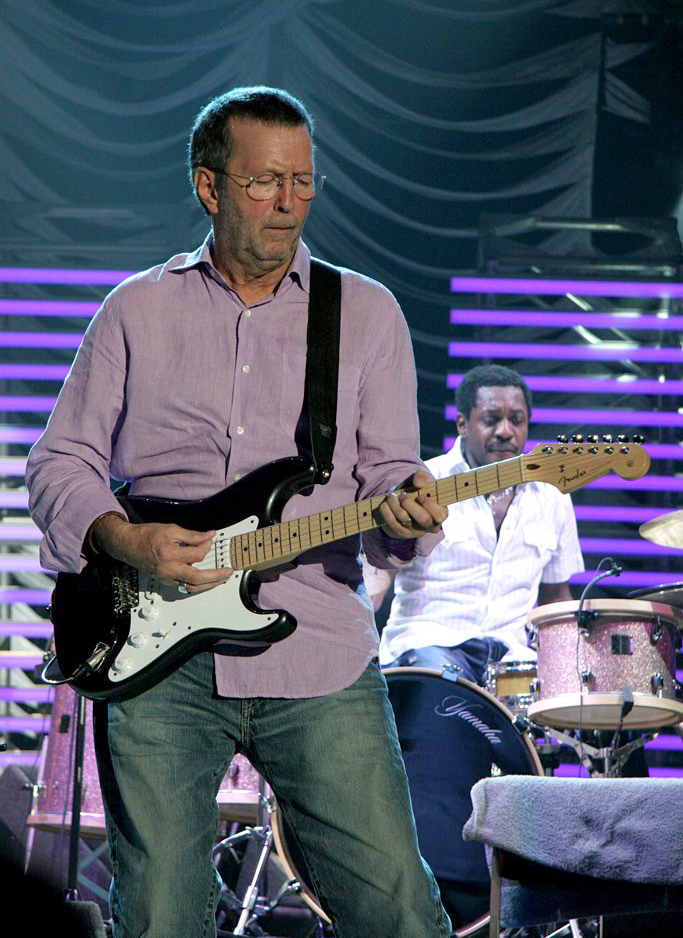
Eric Clapton à Rotterdam en 2006.

L'album Reptile (2001), sans rencontrer un très grand succès, sera toutefois bien accueilli : Clapton y chante et joue avec beaucoup de son ancienne conviction. C'est dans cet album que l'on trouve la chanson — surprenante de gaieté — Believe in Life, dont l'artiste dira, au cours d'une interview donnée quelque temps plus tard, que c'est « l'une de ses chansons préférées ». Chanson d'amour très simple, elle a été écrite en hommage à son épouse Melia. En 2002, à la demande de Olivia et Dhany Harrisson, Clapton organise et dirige le Concert for George au Royal Albert Hall de Londres en hommage à son ami de toujours George Harrison, mort d'un cancer du poumon un an plus tôt. Ce concert réunit notamment Paul McCartney, Ringo Starr, Jeff Lynne, Tom Petty et le virtuose du sitar indien Ravi Shankar et sa fille Anoushka.
Clapton a été invité sur l'album True Love de Toots and the Maytals, qui a gagné le Grammy du meilleur album reggae en 2004, et qui inclut de nombreux musiciens notables dont Willie Nelson, Jeff Beck, Trey Anastasio, Gwen Stefani / No Doubt, Ben Harper, Bonnie Raitt, Manu Chao, The Roots, Ryan Adams, Keith Richards, Toots Hibbert, Paul Douglas, Jackie Jackson, Ken Boothe, et The Skatalites.
Slowhand organise et dirige également le premier festival de guitare Crossroads Guitar Festival au stade Cotton Bowl de Dallas (Texas), du 4 au 6 juin 2004, destiné à financer le centre de désintoxication Crossroads Centre situé sur la petite île d'Antigua (mer des Caraïbes), et fondé en 1998. Ce festival, qui réunit les plus grandes vedettes de la guitare électrique, connait un immense succès, ce qui pousse Eric à organiser une seconde séance au Toyota Park de Bridgeview près de Chicago (Illinois) le 28 juillet 2007. Une troisième séance du Crossroads Guitar Festival a eu lieu le 26 juin 2010. Gregg Allman, qui a subi avec succès une greffe du foie le 23 juin, est remplacé par Derek Trucks et Susan Tedeschi. Après ces succès, Eric organise un quatrième festival de guitare Crossroads au Madison Square Garden de New York en avril 2013.
En 2005, Eric Clapton reforme Cream avec Jack Bruce et Ginger Baker pour une série de concerts, les 2, 3, 5 et 6 mai au Royal Albert Hall de Londres, ainsi qu’au Madison Square Garden de New York quelques mois plus tard. Les concerts sont enregistrés et font l'objet d'une publication sous forme de DVD et CD, à la fin de la même année. Parmi les albums sortis par Clapton, on remarque entre autres Me & Mr Johnson (2004), disque de reprises du bluesman Robert Johnson, qui est depuis toujours la plus grande influence du guitariste, et sa collaboration récente (novembre 2006) avec la légende du blues blanc J.J. Cale, The Road to Escondido.
En février 2008, Clapton et Steve Winwood donnent un concert au Madison Square Garden, à New York. Le concert a été enregistré, et un CD et un DVD sont sortis en mai 2009. Les deux anciens membres de Blind Faith se sont retrouvés sur scène, entre le 10 et le 30 juin 2009 pour une série de 14 concerts aux États-Unis et furent annoncés à Anvers, au Sportpaleis Antwerp pour le 23 mai 2010 et à Paris, au POPB pour le 25 mai 2010. Ils repartageront ensuite la scène au Royal Albert Hall de Londres pour une série de 5 concerts qui eurent lieu entre le 26 mai et le 1er juin 2011 avant d'entamer une tournée de 13 concerts au Japon en novembre et décembre 2011.
En janvier 2010, Eric Clapton reforme avec Yoko Ono et Paul Simon le groupe Plastic Ono Band pour des concerts à Central Park en mars. Son dernier opus (Reprise records, 2010) sobrement titré Clapton est un recueil de titres jazzy sur lesquels apparaissent entre autres ses vieux complices Jim Keltner, J.J. Cale, Paul Carrack ou encore Sheryl Crow, Doyle Bramhall II et Derek Trucks.
Kim Wilson et Wynton Marsalis entrent dans le cercle des musiciens qui ont joué avec Clapton. D'autres participations de 2011 d’Eric Clapton comprennent : avec Chris Barber sur Memories Of My Trip ; avec Robbie Robertson sur How To Become Clairvoyant ; avec Paul Wassif sur Looking Up Feeling Down. Clapton apparait aussi dans le documentaire de 2011 Reggae Got Soul: The Story of Toots and the Maytals / Le reggae a de l’âme: l’histoire de Toots and the Maytals qui a été diffusé sur la chaîne BBC et a été décrit comme « l’histoire jamais racontée de l’un des artistes les plus influents à avoir jamais émergé de Jamaïque »,.
Les 7, 8 et 9 avril 2011, Wynton Marsalis et Eric Clapton ont joué ensemble au Lincoln Jazz Center de New York City, Taj Mahal assurait la première partie et a rejoint les deux légendes pour deux titres. La première soirée était un concert de charité. Un double CD de ces concerts est sorti le 10 septembre 2011. Le 24 février 2012, Eric partage la scène avec Keith Richards, Kim Wilson, Derek Trucks et d'autres grandes vedettes à l'Apollo Theater de New York lors d'un concert intitulé Howlin' For Hubert donné en l'honneur du bluesman Hubert Sumlin, décédé le 4 décembre 2011 à l'âge de 80 ans. Les 13 et 14 novembre 2013, sous le titre The One And Only, il se produit aux Baloise Sessions de Bâle . Quelques jours plus tard, un mix des 2 concerts sera radiodiffusé sur les ondes de la chaîne suisse SRF3 puis diffusé sur la Web TV de Arte. En 2014, Clapton entreprend une tournée mondiale en Asie, en Amérique et en Europe avant d'entamer une série de concerts au Madison Square Garden de New York et au Royal Albert Hall de Londres en mars 2015 à l'occasion de son 70e anniversaire. Depuis 2015, le chanteur souffre d'une lésion du système nerveux, la neuropathie périphérique, maladie qui handicape ce maître de la guitare dans son jeu.
En 2016 sort son 23e album, I Still Do.

### Années 2020
Le 18 décembre 2020, sort Stand and Deliver, un single anti-confinement et anti-masque, en collaboration avec Van Morrison. Le bénéfice des ventes est reversé au Lockdown Financial Hardship Fund (fonds d'urgence pour les musiciens confrontés à des difficultés financières liées à la situation sanitaire / Fondation Officielle de Van Morrison). Une polémique se greffe à la mise en ligne du titre,,.
En février 2021, Eric Clapton apprend que ses concerts prévus au Royal Albert Hall sont annulés du fait de la pandémie de Covid. Determiné à jouer même en l'absence de public, il réunit ses musiciens à Cowdray House, dans le Sussex, et décide d'enregistrer les sessions. Seule spectatrice, sa femme Melia, est The Lady in the balcony, ce qui donnera son titre à l'album. Cet album reprend plusieurs de ses grands classiques, tirés notamment d'Unplugged, mais également des standards du blues ainsi que des morceaux de JJ Cale et Fleetwood Mac.

## Polémique et controverses

### Immigration et racisme
Lors d'un concert à Birmingham le 5 août 1976, Clapton provoque un tollé et une polémique qui va perdurer, lorsqu'il se déclare contre l'augmentation de l'immigration. Visiblement ivre, Clapton exprime alors son ferme soutien au politicien britannique controversé de droite Enoch Powell. Il s'adresse ainsi au public :

« Y a-t-il des étrangers dans le public ce soir ? Si oui, merci de lever vos mains. Alors où êtes-vous ? Eh bien où que vous soyez, je pense que vous devriez tous partir. Pas seulement quitter le concert, mais quitter notre pays. Je ne veux pas de vous ici, dans la salle ni dans mon pays. Écoute-moi, mec ! Je pense qu'on devrait voter pour Enoch Powell. Enoch est notre homme. Je pense que Enoch a raison, je pense qu'on devrait tous les renvoyer chez eux. Arrêtez de transformer la Grande-Bretagne en colonie noire. Expulsez les étrangers. Expulsez les métèques [« wogs »]. Expulsez les bamboulas [« coons »]. Gardez la Grande-Bretagne blanche. Avant j'étais accro à la drogue, maintenant je suis accro au racisme. C'est beaucoup plus intense, mec. Putains de métèques, mec. Putains de Saoudiens qui prennent le contrôle de Londres. Salauds de métèques. La Grande-Bretagne devient surpeuplée et Enoch va arrêter tout ça et va tous les renvoyer chez eux. Les moricauds et les métèques et les Arabes et les putains de Jamaïcains ne sont pas d'ici, nous ne voulons pas d'eux ici. Ici c'est l'Angleterre, c'est un pays blanc, nous ne voulons qu'aucun moricaud ou métèque ne vive ici. Nous devons leur faire comprendre qu'ils ne sont pas les bienvenus. L'Angleterre est pour les Blancs, mec. Ici c'est la Grande-Bretagne, un pays blanc, qu'est-ce qui nous arrive, bordel ? Jetons les métèques dehors ! Gardons la Grande-Bretagne blanche, ! »

À cette époque, « Keep Britain White » est un slogan du parti d'extrême droite le Front national britannique. Cet incident, de même que certaines remarques controversées faites par David Bowie, ainsi que l'utilisation de l'imagerie nazie par les artistes punks Sid Vicious et Siouxsie Sioux, sont les principaux déclencheurs de la création de la campagne Rock Against Racism, qui donne lieu à un concert le 30 avril 1978.
Dans une interview donnée au magazine Sounds en octobre 1976, Clapton déclare qu'il n'est pas un homme politique et que ses remarques décousues lors du concert ne sont pas pertinentes. Dans une interview de 2004 avec Uncut, Clapton fait référence à Enoch Powell comme étant « incroyablement courageux ». Il déplore que le Royaume-Uni « invite les gens à venir comme main-d'œuvre bon marché et les met ensuite dans des ghettos ». En 2004, Clapton déclare à un journaliste de Scotland on Sunday : « Il n'y a aucune chance que je sois raciste. Cela n'aurait aucun sens. » Dans son autobiographie publiée en 2007, Clapton affirme être « inconscient de tout cela ». Dans une interview de décembre 2007 au South Bank Show, Clapton déclare ne pas être raciste, mais continuer à croire que les positions de Powell sont pertinentes.
Lors d'une interview radiophonique à la BBC en 2018, Clapton aborde ses addictions passées et déclare que « durant les 20 années d'alcoolisme pendant lesquelles j'ai fait des choses vraiment offensantes, j'étais une mauvaise personne ». Il réaffirme qu'il n'est pas contre les immigrés et qu'il apprécie les contributions apportées par les musiciens internationaux à la scène musicale britannique.

### Chasse au renard
Clapton soutient la Countryside Alliance, une association qui promeut les sports de plein air et les sujets relatifs à la campagne. Il a organisé des concerts afin de collecter des fonds pour l'organisation, et s'est publiquement opposé à l'interdiction de la chasse au renard par le Parti travailliste en 2004. Un porte-parole de Clapton a ainsi déclaré : « Eric soutient la Countryside Alliance. Il ne chasse pas lui-même, mais apprécie les activités rurales telles que la pêche et le tir. Il soutient les efforts de l'Alliance pour supprimer l'interdiction, car il n'est pas d'accord avec l'ingérence de l'État dans les activités privées des gens. »[réf. nécessaire]

### Pandémie de Covid-19
Pendant la pandémie de Covid-19, Clapton et Van Morrison collaborent en novembre 2020 à un morceau intitulé Stand and Deliver, aux paroles anti-confinement et anti-masque, dont les bénéfices sont reversés au Lockdown Financial Hardship Fund de Morrison (Fonds pour les épreuves financières du confinement)[réf. nécessaire]. La prise de position de Morrison est décrite par le ministre de la Santé d'Irlande du Nord, Robin Swann, comme « une calomnie envers toutes les personnes impliquées dans l'effort de santé publique », qui apporte « un grand réconfort aux complotistes - la brigade des couvre-chefs en aluminium qui part en croisade contre les masques et les vaccins et pense que tout ceci est un gigantesque complot mondial pour supprimer les libertés ». En juillet 2021, Clapton écrit : « Je ne me produirai pas sur une scène où le public est discriminé », en réponse à l'obligation du passeport vaccinal pour assister aux concerts décidée par Boris Johnson[réf. nécessaire].
L'expression « stand and deliver » signifie « donnez ce qui est demandé », et était à l'origine utilisée par les bandits de grand chemin détroussant les voyageurs. La chanson se termine par une remarque sur le fait que Dick Turpin, célèbre bandit de grand chemin, « portait lui aussi un masque ». Un des couplets dit : « Vous les avez laissé mettre la peur en vous / Mais rien de tout ça n'était vrai ». Clapton déclare que « nous sommes nombreux à soutenir Van et ses efforts pour sauver la musique vivante. Il est une source d'inspiration. Nous devons nous lever et être pris en compte car nous devons trouver un moyen de sortir de ce gâchis. »[réf. nécessaire].

### Soutien de Robert Francis Kennedy Jr.
En 2023, il soutient le militant anti-vaccination Robert Francis Kennedy Jr. dans sa levée de fonds pour sa campagne présidentielle en vue de l'élection de 2024.

## Matériel

### Guitares
Eric Clapton reste lié à l'image de guitares mythiques, et en particulier certaines, qui l'accompagnent depuis des années :
- la Fender Telecaster, dans les années Yardbirds ;
- la Fender Jazzmaster, également dans les années Yardbirds ;
- la Gibson Les Paul, dans les années Bluesbreakers et début Cream, surnommée « Beano Les Paul », en référence à la BD qu'Eric lit sur la pochette de l'album Bluesbreakers with Eric Clapton ;
- la Gibson SG, surnommée Fool SG, dans les années Cream, dont la finition multicolore fut attribuée à un couple de peintres néerlandais, Simon Posthuma et Marijke Koger, à l'origine du collectif The Fool ;
- la Gibson Firebird, que l'on retrouve encore une fois à la période Cream ;
- la Gibson ES-335, également dans les années Cream et qui a fait l'objet d'une série limitée chez Gibson en 2005 ;
- la Fender Stratocaster noire, Blackie, la guitare fétiche de l'artiste, vendue aux enchères chez Christie's en 2004, pour la somme de 959 000 dollars[31] ;
- La Fender Stratocaster 1956 de couleur Sunburst, Brownie (en), acquise à Londres en 1970 ;
- la Fender Custom Telecaster de la période Blind Faith 1969-1970. Cette guitare au coloris brown sunburst du milieu des années 1960 avait le manche de Brownie attaché au corps. Eric utilisa cette guitare lors d'un concert donné au Hyde Park de Londres en 1969 ;
- la Fender Stratocaster multicolore, Crash 3, également vendue aux enchères. Elle fut la guitare de scène principale d'Eric lors du premier festival de guitare Crossroads Guitar Festival qu'il organisa à Dallas en 2004 ;
- la Fender Stratocaster dorée Gold Leaf de 1996. Elle fut fabriquée par le Fender Custom Shop pour Eric à l'occasion du 50e anniversaire de la firme américaine. La Gold Leaf Stratocaster comprenait un corps en aulne sélectionné couvert de paillettes en or massif de 24 carats avec un accastillage assorti au corps, un manche en érable flammé au profil « V » adouci avec 22 frettes moyennes, des micros actifs Lace Sensor Gold avec un circuit TBX et un mid-boost actif de 25 dB, des mécaniques Kluson traditionnelles et un chevalet vibrato « bloqué ». Clapton utilisa cette guitare au Festival de Jazz de Montreux (Suisse) en 1997, qui, huit ans plus tard, fera l'objet d'une réédition limitée (limited-edition run) de 50 pièces, excepté les trois micros actifs Fender Vintage Noiseless et un réglage de tonalité passive traditionnelle remplaçant le circuit TBX du modèle original ;
- la Martin 000-42, jouée notamment sur l'album MTV Unplugged ;
- le synthétiseur de guitare GR-505 du géant japonais des synthétiseurs Roland, utilisé dans certaines chansons de l'album Edge of Darkness, sorti en 1985. Cette guitare au coloris Candy Apple Red (Rouge Pomme d'Amour), fabriquée par la firme japonaise Ibanez en 1982, fut également utilisée sur l'album Behind the Sun, paru quelques mois avant la sortie de la série télévisée Edge of Darkness en 1985, ainsi que sur l'album et la tournée The Pros and Cons of Hitch Hiking avec Roger Waters en 1984 et vendue aux enchères en 1999.

### Amplificateurs
Eric Clapton utilisa des Vox AC30 avec les Yardbirds.
À partir du milieu des années 1960, il utilisa des amplificateurs Marshall. La légende raconte qu’il demanda à Jim Marshall de lui créer un amplificateur combo assez petit pour rentrer dans le coffre de sa voiture, mais assez puissant pour utiliser sur scène. Il en naît les combos Marshall 1961/1962, qu'il utilisa lors des sessions de l’album Blues Breakers with Eric Clapton avec John Mayall & Bluesbreakers. À la suite de ces sessions, l'amplificateur adopta le surnom « Bluesbreaker ». Il s'agit encore aujourd'hui d'un des amplificateurs les plus importants de la marque.
Avec Cream, il utilisa des Marshall JTM45/100.
À partir de Blind Faith, il utilisa un grand nombre d'amplificateurs Fender (Fender Dual Showman, Fender Champ, Fender Twin Tweed). De nos jours, on le voit principalement avec des Fender Twin Tweed du Custom Shop de Fender.
Il utilisa aussi au cours de sa carrière des amplificateurs Dumble, Music Man et SLO.

## Discographie

### Albums studio
- 1970 : Eric Clapton
- 1974 : 461 Ocean Boulevard
- 1975 : There's One in Every Crowd
- 1976 : No Reason to Cry
- 1977 : Slowhand
- 1978 : Backless
- 1981 : Another Ticket
- 1983 : Money and Cigarettes
- 1985 : Behind the Sun
- 1986 : August
- 1989 : Journeyman
- 1994 : From the Cradle
- 1998 : Pilgrim
- 2001 : Reptile
- 2004 : Me and Mr. Johnson
- 2004 : Sessions for Robert J
- 2005 : Back Home
- 2010 : Clapton
- 2013 : Old Sock
- 2016 : I Still Do
- 2018 : Happy Xmas
- 2024 : Meanwhile

### Albums live
- 1973 : Eric Clapton's Rainbow Concert (Avec Pete Townshend, Ron Wood, Steve Winwood, Ric Grech, Rebop Kwaku Baah, Jim Capaldi, etc.)
- 1975 : E.C. Was Here
- 1980 : Just One Night
- 1983 : Time Pieces Vol.II Live in the Seventies
- 1991 : 24 Nights
- 1992 : Unplugged
- 1996 : Crossroads 2: Live in the Seventies
- 2002 : One More Car, One More Rider
- 2013 : Crossroads Guitar Festival 2013
- 2015 : Slowhand at 70 – Live at the Royal Albert Hall
- 2016 : Crossroads Revisited: Selections from the Crossroads Guitar Festivals
- 2016 : Live in San Diego
- 2020 : Crossroads Guitar Festival 2019
- 2021 : The Lady in the Balcony: Lockdown Sessions
- 2022 : Nothing But the Blues (Concert enregistré en novembre 1994 au Fillmore durant la tournée From the Cradle Tour)
- 2023 : The Definitive 24 Nights (Intégralité de l'album de 1991 en 3 double CD: version Blues, version Rock et version Orchestrale)
- 2024 : To Save a Child: An Intimate Live Concert (Concert enregistré en décembre 2023 à Londres)

### Bandes sonores
- 1985 : Edge of Darkness
- 1987 : L'Arme fatale (Avec Michael Kamen et David Sanborn)
- 1988 : Homeboy
- 1989 : L'Arme fatale 2 (Avec Michael Kamen et David Sanborn)
- 1992 : Rush
- 1992 : L'Arme fatale 3 (Avec Michael Kamen et David Sanborn)  Sting sur It's Probably Me
- 1997 : Nil by Mouth
- 1998 : L'Arme fatale 4 (Avec Michael Kamen et David Sanborn)
- 1999 : The Story of Us
- 2018 : Life in 12 Bars

### Collaborations
- 2000 : Riding with the King (Avec B.B. King)
- 2006 : The Road to Escondido (Avec J.J. Cale)
- 2009 : Clapton and Winwood: Live at Madison Square Garden
- 2011 : Play the Blues: Live from Jazz at Lincoln Center (Avec Wynton Marsalis)
- 2014 : The Breeze: An Appreciation of JJ Cale

## En tant que membre

### Yardbirds
- 1964 : Five Live Yardbirds
- 1965 : For Your Love
- 1965 : Having a Rave Up with the Yardbirds - Guitare sur la face 2

### John Mayall with The Bluesbrekaers
- 1966 : Blues Breakers with Eric Clapton

### Cream

#### Albums studio
- 1966 : Fresh Cream
- 1967 : Disraeli Gears
- 1968 : Wheels of Fire (double album studio et live)
- 1969 : Goodbye (3 titres studio et 3 titres live)

#### Albums live
- 1968 : Wheels of Fire (double album studio et live)
- 1970 : Live Cream
- 1972 : Live Cream Volume II
- 2003 : BBC Sessions
- 2005 : Royal Albert Hall London May 2-3-5-6 2005

#### Compilations
- 1969 : Best of Cream
- 1972 : Heavy Cream
- 1983 : Strange Brew: The Very Best of Cream
- 1992 : Creme de la Cream
- 1995 : The Very Best of Cream
- 1997 : Those Were the Days
- 2000 : 20th Century Masters: The Millenium Collection: The Best of Cream
- 2005 : I Feel Free Ultimate Cream
- 2005 : Cream Gold
- 2011 : Icon

### Blind Faith
- 1969 : Blind Faith.

### Derek and the Dominos

#### Album studio
- 1970 : Layla and Other Assorted Love Songs.

#### Rééditions alternatives
- 1990 : The Layla Sessions 20th Anniversary Edition - Alternate Masters, Jams And Outtakes
- 1990 : The Layla Sessions 20th Anniversary Edition - The Jams

#### Live albums
- 1973 : In Concert
- 1994 : Live at the Fillmore

#### Compilatioon
- 2011 : Layla: Forty Years On

### Collaborations
- 1966 : What's Shakin' - Artistes variés - Eric Clapton & Powerhouse sur 3 chansons.
- 1968 : Lady Soul de Aretha Franklin
- 1968 : The Beatles des Beatles - Guitare solo sur While My Guitar Gently Weeps.
- 1968 : Blues Anytime Vol.3 - An Anthology Of British Blues - Artistes variés - Joue avec Jimmy Page sur Miles Road.
- 1968 : The Rolling Stones Rock And Roll Circus - Artistes variés - The Dirty Mac : Guitare, accompagne John Lennon au chant et à la guitare, Keith Richards à la basse et Mitch Mitchell à la batterie sur Yer Blues et Whole Lotta Yoko avec Yoko Ono et Ivry Gitlis au violon.
- 1968 : Wonderwall Music de George Harrison
- 1969 : Is This What You Want? de Jackie Lomax - Avec Paul McCartney, George Harrison, Ringo Starr, Billy Preston, etc.
- 1969 : That's the Way God Planned It de Billy Preston - Avec Keith Richards, George Harrison, Ginger Baker, etc.
- 1969 : Live Peace in Toronto 1969 de John Lennon avec Klaus Voormann et Alan White.
- 1970 : All Things Must Pass de George Harrison
- 1970 : On Tour with Eric Clapton de Delaney & Bonnie and Friends
- 1970 : Leon Russell de Leon Russell - Guitare sur 3 chansons. Avec George Harrison, Ringo Starr, Mick Jagger, etc.
- 1970 : Encouraging words de Billy Preston - Guitare sur 3 chansons.
- 1970 : Doris Troy de Doris Troy - Avec George Harrison, Peter Frampton, Leon Russell, Billy Preston, Ringo Starr, etc.
- 1970 : Stephen Stills de Stephen Stills - Eric guitare sur 1 chanson. Avec Jimi Hendrix, Ringo Starr, David Crosby, etc.
- 1971 ; The Concert for Bangladesh de George Harrison
- 1971 : The London Howlin' Wolf Sessions de Howlin' Wolf - Guitare solo sur tout l'album, avec Steve Winwood, Ringo Starr, Klaus Voormann, Charlie Watts, Bill Wyman, etc.
- 1971 : The Worst Of Ashton, Gardner & Dyke de Ashton, Gardner & Dyke
- 1972 : Some Time in New York City de John Lennon
- 1972 : D&B Together de Delaney & Bonnie and Friends - Guitare et chant
- 1975 : Tommy: Original Soundtrack Recording de The Who - Guitare et chant sur Eyesight to the Blind.
- 1976 : Desire de Bob Dylan - Guitare sur Romance in Durango
- 1976 : Ringo's Rotogravure de Ringo Starr - Écrit, compose et joue sur la chanson This Be Called A Song
- 1976 : Summer Meeting - Artistes variés - Guitare sur 2 chansons.
- 1979 : George Harrison de George Harrison - Intro sur Love Comes to Everyone.
- 1981 : Face Value de Phil Collins - Guitare sur The Roof Is Leaking et If Leaving Me Is Easy.
- 1982 : Lead Me To The Water de Gary Brooker - Aussi présents sur l'album George Harrison, Phil Collins, Tim Renwick, etc.
- 1982 : The Secret Policeman's Other Ball (The Music) - Artistes variés -  Cause We've Ended as Lovers, Farther Up the Road, Crossroads toutes les 3 avec Jeff Beck et The Roof Is Leaking avec Phil Collins.
- 1983 : Old Wave de Ringo Starr - Joue sur Everybody's in a Hurry But Me
- 1984 : The Pros and Cons of Hitch Hiking de Roger Waters - Guitare sur tout l'album.
- 1987 : Cloud Nine de George Harrison - Guitare sur 4 chansons.
- 1987 : …Nothing Like the Sun de Sting - Guitare sur They Dance Alone (Cueca Solo).
- 1988 : Down in the Groove de Bob Dylan - Guitare.
- 1989 : …But Seriously de Phil Collins - Guitare sur I Wish It Would Rain Down.
- 1990 : Knebworth: The Album - Artistes variés - joue sur Sunshine Of Your Love.
- 1992 : Live in Japan de George Harrison
- 1996 : Go Cat Go - Artistes variés - Album hommage à Carl Perkins
- 1996 : Live Like Horses de Luciano Pavarotti, Elton John & Ensemble
- 1999 : Supernatural de Santana - Guitare sur The Calling.
- 2002 : Summer Sampler 2002 - Artistes Variés - Guitare sur All Night Tong sous le pseudonyme de X-Sample.
- 2003 : Concert for George - Artistes variés
- 2004 : The Crickets & Their Buddies de The Crickets - Guitare et chant sur Someone, Someone.
- 2004 : True Love - de Toots and the Maytals - Guitare sur Pressure Drop.
- 2008 : Skin Deep de Buddy Guy
- 2009 : Roll On de  J.J. Cale - Guitare sur la chanson-titre.
- 2011 : Director's Cut de Kate Bush
- 2012 : Kisses on the Bottom de Paul McCartney avec Diana Krall : Guitare sur 2 chansons.
- 2014 : Step back de Johnny Winter : Joue avec Johnny en duo sur Don’t Want No Woman.
- 2016 : Blue & Lonesome des Rolling Stones - Guitare sur 2 chansons.
- 2017 : Dive d'Ed Sheeran - Guitare
- 2021 : Duets de Sting - Guitares sur It's Probably Me.
- 2022 : Patient Number 9 de Ozzy Osbourne - Guitare sur One Of Those Days

## Publications
- 24 Nights, dessin de Peter Blake
- Clapton par Eric Clapton, traduit par Florence Bertrand, éd. Buchet/Chastel, 2007  (ISBN 978-2-2830-2251-1)

## Filmographie

### Comme acteur ou intervenant
Films et vidéos dans lesquels Eric Clapton apparait.
- 1968 : The Rock and Roll Circus de Michael Lindsay-Hogg (avec John Lennon et Yoko Ono) : lui-même
- 1971 : Sweet Toronto de D.A Pennebaker (tourné le 12 décembre 1969 lors du Festival Live Peace in Toronto avec John Lennon et Yoko Ono) : lui-même
- 1973 : Jimi Hendrix de Joe Boyd interview : lui-même
- 1975 : Tommy de Ken Russell : le prêcheur
- 1976 : Circasia - Court métrage de 11 minutes de Brian MacLochlainn et John McColgan : Clown
- 1985 : Ouragan sur l'eau plate (Water) de Dick Clement avec Michael Caine : un des membres des Singing Rebels
- 1986 : Otis Rush & friends live in Montreux (avec Luther Allison) : lui-même
- 1998 : Blues Brothers 2000 de John Landis : un des Louisiana Gatos Boys
- 1999 : Eric Clapton & Friends in Concert: A Benefit for the Crossroads Centre at Antigua de Lili Zanuck : lui-même
- 2002 : Concert for George : lui-même
- 2002 : Yo Awesome Awesome! (télésérie) : The King of Swing
- 2011 : Reggae Got Soul: The Story of Toots and the Maytals : lui-même
- 2015 : Eric Clapton at The Royal Albert Hall : lui-même
- 2017 : Eric Clapton : Life In 12 Bars de Lili Zanuck : lui-même

### Comme compositeur, musicien ou producteur musical
Films pour lesquels il a collaboré pour la musique.
- 1985 : Retour vers le futur de Robert Zemeckis - Heaven is one step away, chanté par Clapton et produit par Phil Collins
- 1986 : La Couleur de l'argent (The Color of Money) de Martin Scorsese - It's in the Way That You Use It d'Eric Clapton/Robbie Robertson
- 1987 : L'Arme fatale de Richard Donner - Produit la musique avec Michael Kamen
- 1988 : Homeboy de Michael Seresin - produit la musique avec Michael Kamen
- 1989 : L'Arme Fatale 2 de Richard Donner - produit la musique avec Michael Kamen et David Sanborn
- 1989 : Communion de Philippe Mora - produit la musique et auteur du thème principal
- 1991 : Rush réalisé par Lili Zanuck - compositeur-interprète de tous les morceaux dont Tears in Heaven
- 1992 : L'Arme Fatale 3 de Richard Donner - produit la musique avec Michael Kamen et David Sanborn - coauteur de deux titres : It's Probably Me de Sting, Michael Kamen et Eric Clapton, et Runaway Train d'Eric Clapton et Elton John
- 1996 : Phénomène de Jon Turteltaub - interprète du titre Change the World
- 1996 : The Van de Stephen Frears - produot la musique avec Richard Hatley
- 1998 : L'Arme fatale 4 de Richard Donner - Musique de Clapton, Michael Kamen et David Sanborn
- 1999 : Une vie à deux de Rob Reiner - produit la musique

### DVD
- 1986 : Montreux
- 1986 : Birmingham
- 1990-1991 : Londres (24 nights)
- 1996 : Londres (Live in Hyde Park)

## Honneur
- (4305) Clapton, astéroïde nommé en son honneur.